# Monte Nero (Gargano)
Il monte Nero, o Montenero, è una montagna del promontorio del Gargano, alta 1.014 m.
Secondo in ordine di altezza nel Gargano dopo il monte Calvo, da cui dista circa 7 km verso ovest in linea d'aria, si trova nel comune di San Marco in Lamis, in provincia di Foggia. 
I versanti della montagna sono coperti di boschi di faggi e querce.

## La grotta di Montenero
La montagna è nota anche per la presenza di una grotta, nota come grotta di Montenero, una delle cavità più note del promontorio del Gargano.
Lunga 400 m circa, è costituita da tre cavernoni che si susseguono l'uno all'altro secondo una chiara via diaclasica. Il fondo è in gran parte ingombro da grossolano sfaciume roccioso, da grossi massi calcarei staccatisi dalla volta, da limo argilloso e da accumuli di guano nerastro. Non mancano concrezioni stalattitiche e stalagmitiche. L'apertura della grotta si trova a 975 m di altitudine ed è ubicata nel territorio comunale di San Marco in Lamis.
Una prima descrizione della grotta si deve a padre Michelangelo Manicone (1745-1807), nato a Vico del Gargano, che nella sua opera "La Fisica Appula". Edita nel 1806 ed i cui volumi si trovano nella Biblioteca del Convento di San Matteo, così scrive:
È lunga un miglio e mezzo in circa; è divisa in molti cameroni; e si passa da un camerone all'altro per larghi buchi. Le volte, e le pareti di detti cameroni sono rabescate di stalattitiche concrezioni, le quali formano gallerie, cupole, teatri, mammelle, allberi ed altre bizzarre figure.

Dentro quest'antro evvi una fresca e dolce acqua, che distilla dai sassi. Io la bevvi nell'arsa state, e sovvienmi, che riuscì gustosa al mio palato»
(Michelangelo Manicone, 1806)
La cavità è ubicata nel bosco comunale “Difesa S. Matteo” sul versante meridionale del Monte Nero, 400 m a sud-ovest dalla vetta, alla sommità della Valle di Piscina Cutinelli. La grotta è chiusa con cancello in quanto adibita a laboratorio ipogeo di studio e ricerca.

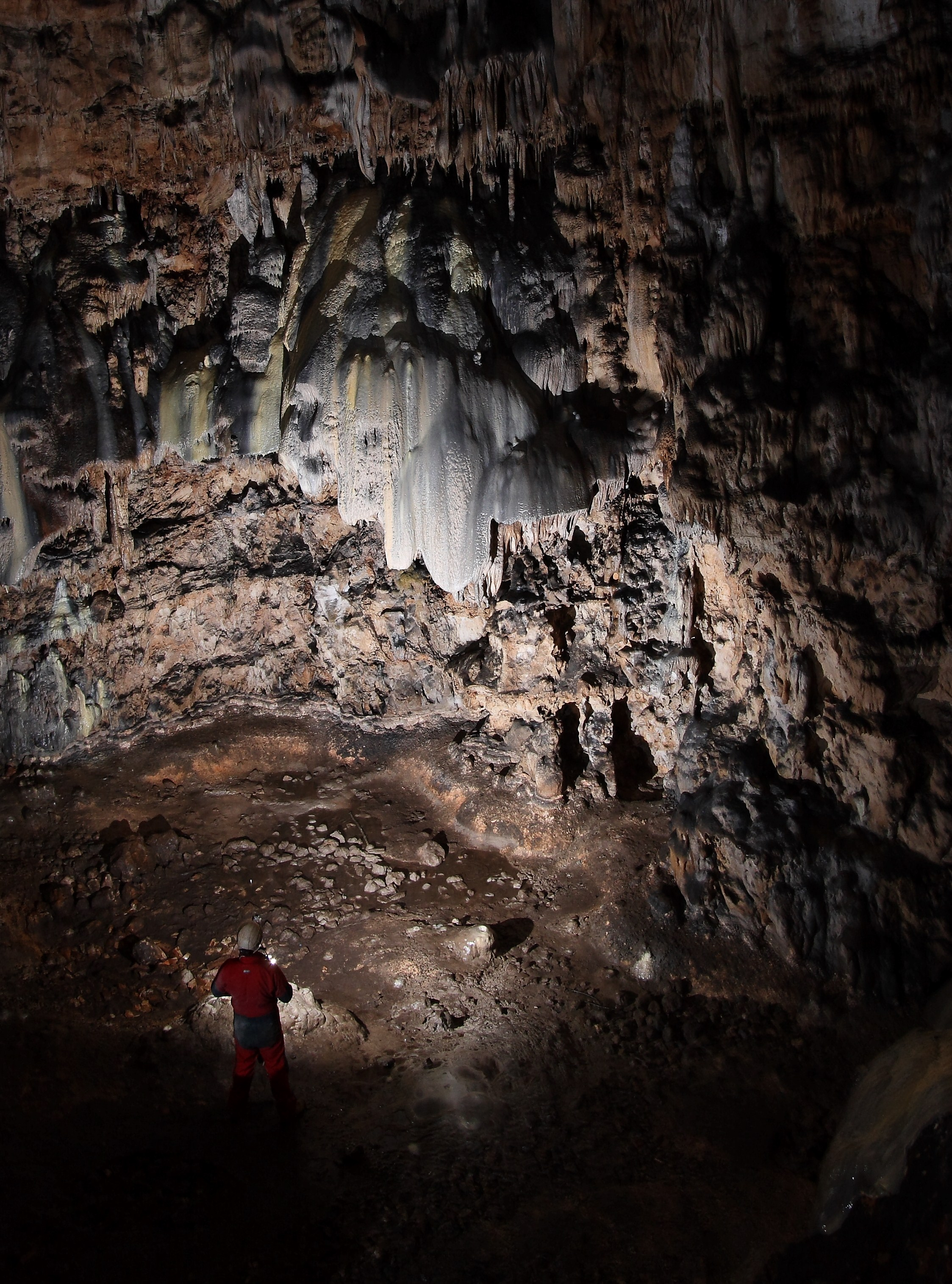
L'interno della grotta.